# Шість (фільм, 2004)
«Шість» (англ. Six: The Mark Unleashed) — американський фантастичний бойовик 2004 року.

## Сюжет
В недалекому майбутньому Америкою править всесильний диктатор, що перетворив країну на поліцейську державу, де життя підкоряється лише закону тотального терору і страху, а всі релігії і партії заборонені. Могутня поліція повністю контролює людей, вживляючи їм чипи. Серед тих небагатьох, хто відмовився прийняти мітку «нового сатани» — Джері, Броді і Том. Поки вони у в'язниці чекають своєї страти, поліція укладає з Томом таємну угоду — Том одержить прощення, якщо проникне в поселення предводителя християн Елайджі Коена і уб'є його. Розповівши про це своїм друзям, Том пропонує їм вчинити зухвалу втечу. Не підозрюючи, які випробування чекають їх попереду, відчайдушні бунтарі вирішують востаннє насолодитися духом свободи і кинути виклик системі, яка хоче перетворити їх на слухняних рабів.

## У ролях
| Актор                  | Роль          |
| ---------------------- | ------------- |
| Стівен Болдуін         | Люк           |
| Девід А.Р. Вайт        | Бродs Саттон  |
| Кевін Даунс            | Джері Вілліс  |
| Джеффрі Дін Морган     | Том Ньюман    |
| Ерік Робертс           | Даллас        |
| Емі Мун                | Джесіка       |
| Трой Вінбуш            | Льюїс         |
| Коулмен Люк            | Чарльз        |
| Сунг Хай Лі            | красива жінка |
| Деклан Джойс           | Джо           |
| Джон Гілберт           | командир      |
| Бред Хеллер            | Престон Скотт |
| Тайні Рон              | Едді          |
| Єлена Лайонс           | Рахаб         |
| Монте Рекс Перлин      | Фолі          |
| Козімо Майкл Оккіпінті | Елайджа       |